# ريتشارد فراي
ريتشارد فراي (10 كانون الثاني 1920) (Richard Frye)، هو عالم إيرانيات أمريكي من أصل سويدي وباحث بتاريخ وسط آسيا والشرق الأدنى. وهوه أستاذ في كل من جامعة إلينوي وجامعة هارفارد، كما أن لديه ارتباط بالعديد من الجامعات في إيران وأوروبا. وهو متزوج من أيدن نبي عالمة الإيرانيات والآشوريات ولديهما ابن واحد.
يتكلم بطلاقة كل من الروسية، والألمانية، العربية، والفارسية، الفرنسية، والبشتوية، الأوزبكية، والتركية. وله معلومات متقدمة في الأفستية، والبهلوية، السوقدينية، والبعض مما يتعلق بإيران والشعوب الآسيوية القريبة منها.